# Georg Gotthilf Jacob Homann
Georg Gotthilf Jacob Homann (* 23. Januar 1774 in Budow, Kreis Stolp, Königreich Preußen; † 18. Februar 1851 in Gramenz, Kreis Bütow, Provinz Pommern) war ein deutscher Pastor, Botaniker und Volkskundler.

## Leben
Georg Gotthilf Jacob Homann war ein Sohn des Budower Pfarrers Johann Jacob Homann (1730–1799) und dessen Ehefrau Johanna Christina, geb. Kruska (1739–1804). Er besuchte von 1787 bis 1793 das Pädagogium der Kgl. Realschule zu Berlin. Danach studierte er bis 1796 in Halle Theologie. Nach einigen Jahren als Hauslehrer in Versin im Kreis Rummelsburg war er von 1800 bis 1842 als Nachfolger seines Vaters Pastor in Budow. 1843 kaufte er zwei Bauernhöfe in Gramenz, wo er seinen Lebensabend verbrachte.
Er war Mitglied der Naturforschenden Gesellschaft zu Halle und gab die erste Flora Pommerns heraus. Außerdem sammelte er mundartliche Wörter und Redensarten seiner Heimat in einem handschriftlichen Wörterbuch, das jedoch nicht publiziert wurde, aber in das Staatsarchiv Stettin gelangte und dort in den Wirren des Zweiten Weltkriegs verlorenging. Mittlerweile konnte dieses frühe ostpommersche Dialektwörterbuch aber von Matthias Vollmer, dem Leiter des Pommerschen Wörterbuchs in Greifswald, rekonstruiert und veröffentlicht werden.

## Schriften
- Einheimische Giftpflanzen zum Gebrauch für Stadt- und Landschulen. Kleinere Sammlung. 1811
- Einheimische Giftpflanzen, und solche, welche den Hausthieren schädlich sind. Größere Sammlung. 1812
- Flora von Pommern, oder Beschreibung der in Vor- und Hinterpommern sowohl einheimischen als auch unter freiem Himmel leicht fortkommenden Gewächse. Köslin
  - 1. Enthaltend die 10 ersten Klassen des Linn. Pflanzensystems. 1828 (Digitalisat)
  - 2. Enthaltend die elfte bis zwanzigste Klasse des Lin. Pflanzensystems. 1830 (Digitalisat)
  - 3. Enthaltend die ein u. zwanzigste bis zu Ende der vier u. zwanzigsten Klasse 1835 (Digitalisat)